# 布洛布尔提区
布洛布爾提區是索馬利亞的一個區，位於該國中部的希蘭州，首府為布洛布尔提。

## 外部鏈結
- 布洛布爾提區行政區域圖 （页面存档备份，存于）